# Alan Greene
Alan Greene (ur. 29 sierpnia 1911 w Denver, zm. 12 marca 2001 w Mount Prospect) – amerykański skoczek do wody, brązowy medalista olimpijski z Igrzysk w Berlinie.
Zawody w 1936 były jego jedynymi igrzyskami olimpijskimi. Wynikiem 146,29 punktu, zdobył brąz w skokach trzymetrowej trampoliny – wyprzedzili go jedynie rodacy Marshall Wayne i Richard Degener.